# Waskatenau
Waskatenau är en ort i Kanada.   Den ligger i provinsen Alberta, i den centrala delen av landet, 2 800 km väster om huvudstaden Ottawa. Waskatenau ligger 637 meter över havet och antalet invånare är 255.
Terrängen runt Waskatenau är platt. Trakten runt Waskatenau är nära nog obefolkad, med mindre än två invånare per kvadratkilometer.. Det finns inga andra samhällen i närheten.
Trakten runt Waskatenau består till största delen av jordbruksmark.